# Tobar
Tobar – gmina w Hiszpanii, w prowincji Burgos, w Kastylii i León, o powierzchni 11,96 km². W 2011 roku gmina liczyła 29 mieszkańców.